# Now Is the Time - Live at Willow Creek
Now Is the Time - Live at Willow Creek é o quarto álbum gravado ao vivo pela banda Delirious?, lançado a 9 de Outubro de 2006. É considerado por muitos como o melhor trabalho da banda.
O disco foi gravado juntamente com a Willow Creek Community Church no dia 13 de Junho de 2006. Juntamente com o disco vem um DVD.

## Faixas

### CD
1. "Here I Am Send Me" (Martin Smith, Stu Garrard, Jon Thatcher, Stewart Smith, Tim Jupp)
2. "Rain Down" (Smith, Garrard)
3. "Solid Rock" (Smith, Garrard, Thatcher, Smith, Jupp)
4. "Now Is The Time" (Smith, Garrard, Thatcher, Smith, Jupp, Matt Redman)
5. "Our God Reigns" (Smith, Garrard, Thatcher, Smith, Jupp)
6. "What A Friend I've Found" (Smith)
7. "Miracle Maker" (Smith, Garrard, Thatcher, Smith, Jupp)
8. "Paint The Town Red" (Smith, Garrard, Thatcher, Smith, Jupp)
9. "Every Little Thing" (Smith, Garrard)
10. "I Could Sing Of Your Love Forever" (Smith)
11. "Take Off My Shoes" (Smith, Garrard, Thatcher, Smith, Jupp)
12. "Majesty (Here I Am)" (Garrard, Smith)
13. "Our God Reigns" - Reprise (Smith, Garrard, Thatcher, Smith, Jupp)
14. "All This Time" (Smith, Garrard, Thatcher, Smith, Jupp)
15. "Our God Reigns" - Radio Edit (Smith, Garrard, Thatcher, Smith, Jupp)

### DVD
1. "Here I Am Send Me" (Smith, Garrard, Thatcher, Smith, Jupp)
2. "Rain Down" (Smith, Garrard)
3. "Did You Feel The Mountains Tremble?" - Reprise (Smith)
4. "Solid Rock" (Smith, Garrard, Thatcher, Smith, Jupp)
5. "Now Is The Time" (Smith, Garrard, Thatcher, Smith, Jupp, Redman)
6. "Our God Reigns" (Smith, Garrard, Thatcher, Smith, Jupp)
7. "What A Friend I've Found" (Smith)
8. "Miracle Maker" (Smith, Garrard, Thatcher, Smith, Jupp)
9. "History Maker" (Smith)
10. "Paint The Town Red" (Smith, Garrard, Thatcher, Smith, Jupp)
11. "Every Little Thing" (Smith, Garrard)
12. "Take Off My Shoes" (Smith, Garrard, Thatcher, Smith, Jupp)
13. "Majesty (Here I Am)" (Garrard, Smith)
14. "Our God Reigns" - Reprise (Smith, Garrard, Thatcher, Smith, Jupp)
15. "Investigate" (Smith, Garrard)